# Claude François Chauveau-Lagarde
Claude François Chauveau-Lagarde (Chartres, 21 de enero de 1756-París, 19 de febrero de 1841) fue un abogado y político francés, célebre por ser el abogado defensor de María Antonieta de Austria, Francisco de Miranda y de Charlotte Corday.

## Biografía

### Primeros años
Nacido en la parroquia de Saint-André, era hijo de Pierre Chaveau, peluquero de profesión y de Marie Magdeleine Legarde. Comenzó sus estudios en el colegio de Chartres y posteriormente comenzó los estudios de Derecho en París.

## La Revolución francesa
Era ya un abogado reconocido en París en los comienzos de la Revolución. Cuando se convocan los estados generales publicó una Teoría de los Estados Generales. Durante la Revolución continuó ejerciendo su profesión. El 16 de mayo de 1793 era el abogado del general Francisco de Miranda ante el Tribunal revolucionario, consiguió la absolución para su defendido, pero Marat acusó a Chauveau-Lagarde por haber hecho liberar a un culpable.
Se distinguió por su coraje moral bajo la época del Terror. Defendió a los girondinos moderados, en particular a su paisano Brissot. Ejerció también la defensa de María Antonieta, lo hizo con tanto ahínco, que atrajo las sospechas del Comité de seguridad general; en cuanto se pronunció la sentencia de muerte sobre la reina, fue convocado ante el comité acusado de haberla defendido demasiado bien, pero consiguió justificarse.
Se encargó de la defensa de la Señora Elisabeth, hermana del rey, sin estar autorizado a verla. Fue el abogado defensor de Charlotte Corday, asesina de Marat, siendo consciente de la culpabilidad de su defendida, se limitó a recordar “la exaltación del fanatismo político”. Otros casos que tuvo fueron: Louis-Marie-Florent, Francisco de Miranda, Jean Sylvain Bailly, antiguo alcalde de París, las vírgenes de Verdún, que inspiraron una obra de Victor Hugo, los veintisiete defensores de Tonnerre y otros.
El 10 de junio de 1794 se instauró una ley que suprimía para los acusados el recurso a un abogado, esto hizo que se retirara a su ciudad natal. Allí estuvo arrestado acusado de mostrarse simpatizante de la contra revolución, su detención duró seis semanas y se libró de morir en la guillotina. El 27 de julio de 1794 quedó en libertad.
Se comprometió con la insurrección monárquica del 13 de vendimiario (5 de octubre de 1795) por lo que fue condenado por reincidente, se ocultó durante bastante tiempo hasta que volviera la calma, de manera que cuando reapareció la sentencia estaba anulada.
Cuando llegó el Directorio y la situación se calmó, retomó su profesión. En 1797 consiguió la absolución del abad Charles Brottier y de varios monárquicos acusados de conspiración. Su elocuencia habitual no le hizo conseguir la absolución de Clément de Reí, Auguste de Canchy y Jean de Mauduison.

## Después de la Revolución
El 8 de julio de 1806 es nombrado abogado del Consejo de Estado y del Tribunal de Casación.
Después de la Restauración fue abogado del Consejo del Rey y presidente del Consejo de la Oreden de los abogados.
El 23 de agosto de 1814, es nombrado caballero de la Legión de Honor.
En 1816, asegura la defensa del general Jean Gerard Bonnaire y publica una nota histórica sobre la vida de su cliente.
En 1824, se asocia con el abogado François-André Isambert en un asunto relacionado con los deportados a Martinica y defienden a Cyrille Bissette, Jean-Baptiste Volny y Louis Fabien condenados a trabajos forzosos por perpetuidad. Publicó un alegato en su defensa.
En 1826, es uno de los abogados defensores de su socio François-André Isambert,  acusado de provocación y rebelión, debido a un artículo publicado el 14 de septiembre de 1826 sobre la policía.
En 1828 es nombrado Consejero del Tribunal de Casación (sección criminal)
Dedicó mucho tiempo a la escritura de la historia de su vida judicial ("Si Dios me deja el tiempo de terminarla, leerá páginas bien curiosas.")

## Familia
Estuvo casado con Scholastique Mélanie Thérèse Meslier.
Urbain, uno de sus hijos, nacido el 26 de junio de 1798 fue nombrado Caballero de la Legión de Honor el 8 de febrero de 1869.

## Funerales
Sus funerales tuvieron lugar el 22 de febrero de 1841. Está enterrado en la 1º división del cementerio de Montparnasse en París.

## Homenajes
Una calle de París lleva su nombre (rue Chauveau-Legarde) Igualmente en Chartres, su ciudad natal, tiene dedicada una calle.
En la actualidad, los documentos personales de Claude François Chauveau-Legarde están conservados en el Archivo nacional de París.